# Tarbek
Tarbek là một đô thị ở huyện Segeberg, bang Schleswig-Holstein Segeberg, ở bang Schleswig-Holstein, Đức. Đô thị Tarbek có diện tích 9,92 km², dân số thời điểm ngày 31 tháng 12 năm 2006 là 162 người. 